# Carl Lindström Company
Carl Lindström GmbH, antes Carl Lindstrom AG (de 1908 até 1951), foi uma gravadora alemã que teve grande importância no mercado europeu de discos e toca-discos durante a fase acústica de gravação e reprodução sonora. Fundou ou controlou diversas gravadoras e selos que ficariam conhecidos, como Parlophone Records, Odeon Records, Beka Records e Fonotipia Records.

## História
Fundada em 1897 em Berlim por um imigrante sueco - Carl Lindström - que trabalhava como engenheiro e começou a fabricar toca-discos - com o nome comercial de Parlophon para competir com o gramofone. A empresa não foi bem-sucedida e entrou em falência em 1903. Seu maior credor era o Löwenherz Bank e, então, 3 funcionários com informações privilegiadas - Max Straus, Heinrich Zuntz e Otto Heinemann - ofereceram uma sociedade para livrar a empresa dos débitos: Lindström continuaria participando da empresa, mas a presidência iria para Max Straus e a empresa passaria a gravar e vender discos também, não só máquinas toca-discos. Com um repertório majoritariamente baseado em canções populares, a empresa começou a ter grandes lucros utilizando o selo Parlophon. Assim, em 1908, a empresa abriu o capital e tornou-se uma sociedade anônima, Carl Lindstrom AG. Nos anos seguintes, a empresa se internacionalizaria adquirindo e fundando diversas gravadoras na Alemanha, Áustria, França, Itália, Espanha e Inglaterra (Parlophone Records, Odeon Records, Beka Records e Fonotipia Records).
A empresa teria grandes êxitos até o início das gravações elétricas, em 1925, quando passou a experimentar dificuldades financeiras. Quando a Gramophone Company fundou a Electrola Records na Alemanha, sua competidora inglesa - a Columbia Graphophone Company - passou a comprar participação nas operações da Carl Lindström e, em 1926, passou a controlar a empresa. Quando veio a fusão das duas companhias inglesas que levou à criação da EMI, em 1931, as duas empresas alemãs passaram a trabalhar de modo coordenado, com a Carl Lindström passando a fabricar os discos da sua antiga concorrente, que teve a fábrica fechada. Após a guerra, em 1951, a empresa voltou a ser uma sociedade de responsabilidade limitada e mudou-se para a cidade de Colônia, mesmo endereço da Electrola. As duas empresas dividiam as operações e, em 1972, passaram por uma fusão tornando-se a EMI Electrola GmbH.